# Невский альманах
«Не́вский альмана́х» — литературный альманах, издававшийся Е. В. Аладьиным в Санкт-Петербурге в 1825—1833 и 1846—1847 гг. Один из самых популярных и самый долговечный альманах «альманачной эпохи», выходил девять лет подряд.

## История
| Пупок чернеет сквозь рубашку, Наружу титька — милый вид! Татьяна мнет в руке бумажку, Зане живот у ней болит: Она затем поутру встала При бледных месяца лучах И на подтирку изорвала Конечно «Невский альманах». |

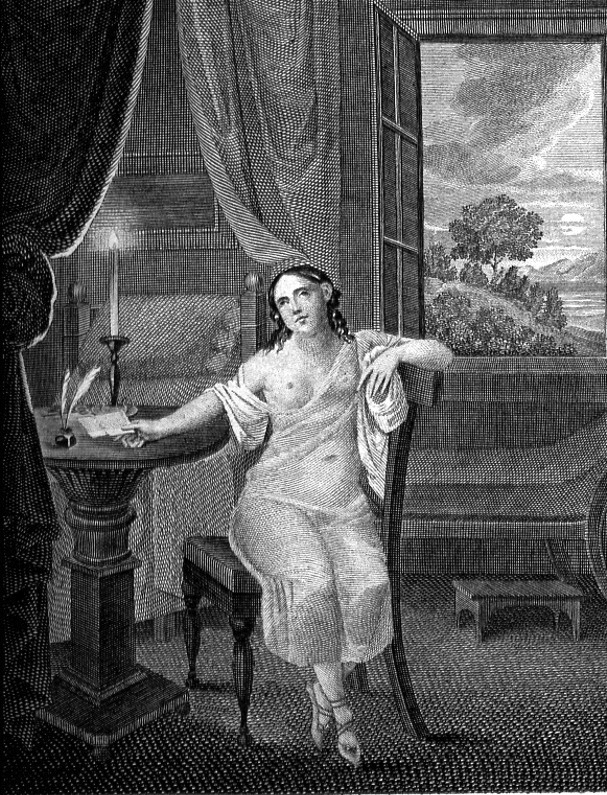
Эпиграмма А. С. Пушкина на иллюстрацию к отрывку «Евгения Онегина», опубликованным в «Невском альманахе» на 1829 год.
Художник А. В. Нотбек, гравёр А. А. Збруев.

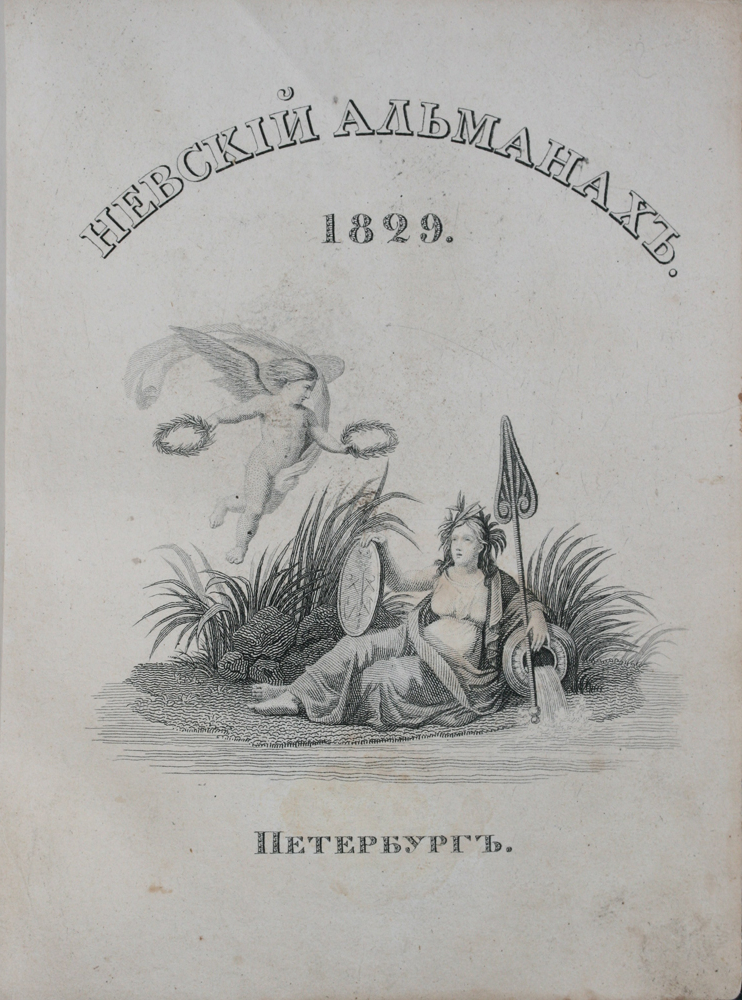
Гравированный титульный лист «Невского альманаха» на 1829 год

После очевидного коммерческого успеха двух первых выпусков литературного альманаха А. А. Бестужева-Марлинского и К. Ф. Рылеева «Полярная звезда» многие издатели захотели попытать счастья с полюбившимся публике форматом. Одним из самых успешных издателей альманахов стал Егор Васильевич Аладьин.
Выпуская «Невский альманах», Аладьин не придерживался какой-либо явной эстетической или идеологической линии, как это было в издании декабристов. «Невский альманах» являлся чисто коммерческим проектом. У публики он пользовался значительно большим успехом, чем у критиков и литераторов. Чтобы добиться расположения читателей, издатель постарался привлечь к участию в сборнике самых известных авторов. Анонсируя выход первого альманаха на 1825 год, Аладьин обещал поместить в нём произведения Пушкина, Жуковского, Крылова. 4 декабря 1824 года цензор А. С. Бируков выдал разрешение на печать, и к масленице альманах увидел свет. Однако ни Крылова, ни Пушкина в нём не оказалось, что было отмечено прессой.
Пушкин был раздражён использованием своего имени: «Он <Аладьин>, каналья, лжет на меня в афишках да мне присылает своё вранье». Поэт переслал экземпляр альманаха одной из своих знакомых (предположительно — Анне Николаевне Вульф), сопроводив его саркастическим стихотворным комментарием:

Примите Невский Альманах.

Он мил и в прозе, и в стихах:

Вы тут найдете Полевова,

Василья Пушкина, <Мар>кова;

К<няжевич> дальный ваш родня

Украсил также книжку эту;

Но не найдете вы меня:

Мои стихи скользнули в Лету —

Что слава мира?… дым и прах!

Ах, сердце ваше мне дороже!..

Но кажется мне трудно тоже

Попасть и в этот Альманах.

Аладьин продолжал выпрашивать у Пушкина стихи для следующего сборника на 1826 год. В ответ Пушкин отправил ему лишь эту ехидную миниатюру. Тогда Егор Аладьин поместил её на «наиболее почетное», открывающее стихотворный отдел, место, и заплатил за неё столько, что «вся годовая сумма Полевого <издателя „Московского телеграфа“> равняется с платой, которую предлагает Аладьин за одну пьесу». Так Александр Сергеевич оказался одним из участников «Невского альманаха».
В последующие несколько лет Пушкин сотрудничал с «Невским альманахом» весьма активно. В 1827—1829 годах в сборниках Аладьина появилось много небольших стихотворений, перепечатаны отрывки из «Бориса Годунова», «Бахчисарайского фонтана». В книжке на 1829 год были напечатаны фрагменты «Евгения Онегина» с первыми иллюстрациями к роману, нарисованными художником А. В. Нотбеком. Однако иллюстрации оказались крайне неудачны. Пётр Вяземский писал о них Пушкину: «Какова твоя Татьяна пьяная в „Невском альманахе“ с титькою навыкате и с пупком, который сквозит из-под рубашки? Если видаешь Аладьина (хотя на блинной неделе), скажи ему, чтобы он мне прислал свой „Невский альманах“ в Пензу: мне хочется вводить им в краску наших пензенских барышень. В Москве твоя Татьяна всех пугала». Сам Пушкин отреагировал на выход иллюстраций очередными эпиграммами, из которых уцелели две. Выпуск «Невского альманаха» на 1829 год стал последним, в котором Пушкин публиковался, и рецензируя в «Литературной газете» альманах следующего года, поэт счёл, что «„Невский альманах“ <…> видимо улучшается».
Аладьину удалось привлечь к изданию много известных имён. Авторами альманаха были Н. Языков, П. Вязеский, Ф. Глинка, А. Измайлов, Ф. Булгарин, О. Сомов, А. Бестужев-Марлинский, И. Козлов, А. Крюков, Е. Зайцевский, Д. Ознобишин, А. Шаховской, А. Илличевский, М. Дмитриев, Н. Иванчин-Писарев и др. Активным сочинителем собственного издания был и сам Егор Аладьин.
Стоимость альманаха составляла 10 рублей. К книжкам иногда прилагались листы с нотами или гравюрами.
Выпуск альманаха на 1833 год стал последним. Однако в середине 1840-х годов Аладьин решил возобновить издание «Невского альманаха». Он выпустил сборник на 1846 год, который не снискал успеха. Через год Егор Васильевич издал ещё одну книжку альманаха сразу на 1847 и 1848 годы. Эта попытка также оказалась неудачной. Больше «Невский альманах» Аладьина не выходил. Авторами альманаха сороковых стали либо старые писатели, либо молодые и ещё неизвестные широкой публике, популярных имён среди них почти не было. В двух выпусках были опубликованы произведения В. Карлгофа, Н. Полевого, Н. Хмельницкого, А. А. Григорьева, С. Дурова, Ф. Глинки, В. Бенедиктова, А. Пальма, Н. Жандра, А. Г. Ротчева, Д. П. Суткова, П. Кулиша и др.

## Репутация альманаха
Ежегодник долго пользовался успехом у публики. Члены императорской фамилии неоднократно выражали издателю Аладьину своё расположение, а за выпуск альманаха Егор Васильевич был удостоен Высочайших подарков. Но, наряду с выдающимися произведениями, опубликованными в альманахе, появлялись в нём творения и таких персонажей, как граф Хвостов. Впоследствии в своей известной «классификации» В. Г. Белинский отнёс «Невский альманах» к альманахам-мещанам:

Одни из альманахов были аристократами, как, например, «Северные цветы», «Альбом северных муз», «Денница»; другие — мещанами, как, например, «Невский альманах», «Урания», «Радуга», «Северная лира», «Альциона», «Царское село» и проч.; третьи — простым черным народом, как, например, «Зимцерла», «Цефей», «Букет», «Комета» и т.п… Аристократические альманахи украшались стихами Пушкина, Жуковского и щеголяли стихами гг. Баратынского, Языкова, Дельвига, Козлова, Подолинского, Туманского, Ознобишина, Ф. Глинки, Хомякова и других модных тогда поэтов… Альманахи-мещане преимущественно наполнялись изделиями сочинителей средней руки и только для обеспечения успеха щеголяли несколькими пьесками, вымоленными у Пушкина и других знаменитостей. Альманахи-мужики наполнялись стряпнёю сочинителей пятнадцатого класса…

В наши дни на преемственность с «Невским альманахом» Аладьина претендует основанный в 2003 году поэтом Владимиром Скворцовым одноимённый литературный журнал, указывая датой своего появления 1825 год.

## Типографии
В разные годы альманах печатался в разных типографиях:
- типография Департамента народного просвещения (на 1825—1829 годы)
- типография вдовы Плюшар (на 1830 год)
- типография Х. Гинце (на 1831 год)
- печ. при Императорской академии наук (на 1832 год)
- типография К. Вингебера (на 1833 год)
- типография К. Жернакова (на 1846 год)
- типография К. Края (на 1847 и 1948 годы)